# José Calles Vales
José Calles Vales (Zamora, 1965) és un escriptor, filòleg i traductor espanyol.
Llicenciat en Filologia Hispànica per la Universitat de Salamanca, posteriorment s'especialitzà en filosofia i estètica de la literatura romàntica a Madrid. La seva activitat professional ha estat sempre relacionada amb el món editorial, ja sigui com a redactor, editor de textos o traductor per a diferents segells. Així, pel que fa al seu vessant de traductor, és conegut especialment per les seves traduccions de clàssics literaris. Entre les seves traduccions es troben noves versions d'Orgullo y prejuicio, de Jane Austen; Frankenstein, de Mary Wollstonecraft i Percy B. Shelley; i La piedra lunar i Armadale, de Wilkie Collins. A banda de diferents treballs d'informació, documentació, correcció i edició de textos per a diverses editorials, Vales ha estat el responsable de noves edicions dels Contes de Nadal, de Charles Dickens (Espasa, 2011) i del clàssic d'Anthony Trollope Les torres de Barchester (Espasa, 2008). Pel que fa a la seva activitat com a escriptor, José C. Vales va debutar en el camp de la novel·la el 2013 amb El Pensionado de Neuwelke, un homenatge a la literatura del Romanticisme.
El 6 de gener de 2015 va guanyar el Premi Nadal de novel·la amb l'obra Cabaret Biarritz, una novel·la ambientada als anys 30 que gira sobre la investigació de la mort d'una noia que va ser trobada lligada en una de les anelles del port d'aquesta ciutat del sud de França el 1925.